# 야마노우치역 (히로시마현)
야마노우치역(일본어: 山ノ内駅)은 일본 히로시마현 쇼바라시에 위치한 서일본 여객철도 게이비 선의 철도역이다. 단선 승강장 1면 1선의 구조를 갖춘 지상역이다.

## 역 주변
- 주고쿠 자동차도 나나쓰카하라 휴게소
- 국도 제183호선

## 역사
- 1924년 9월 20일 : 게이비 철도의 역으로서 개업.
- 1933년 6월 1일 : 게이비 철도의 일부 국유화에 의해, 일본국유철도 쇼바라 선의 역이 된다.
- 1936년 10월 10일 : 쇼바라 선이 산신 선으로 편입되어, 이 역도 그 소속으로 한다.
- 1937년 7월 1일 : 쇼바라 선이 게이비 선의 일부로 되어, 이 역도 그 소속으로 한다.
- 1972년 9월 1일 : 무인역화.
- 1987년 4월 1일 : 일본국유철도 분할 민영화에 의해, 서일본 여객철도가 승계.
- 2008년 4월 1일 : 간이 위탁에 의해 승차권 발매 종료.

## 인접 역
| 서일본 여객철도 게이비 선 | 서일본 여객철도 게이비 선 | 서일본 여객철도 게이비 선 |
| ------------------------- | ------------------------- | ------------------------- |
| 나나쓰카 니미 방면        | ■ 게이비 선               | 시모와치 히로시마 방면    |